# Acacia megacephala
Acacia megacephala é uma espécie de leguminosa do gênero Acacia, pertencente à família Fabaceae.